# Sefa Akgün
Sefa Akgün (Araklı, Turquía, 30 de junio de 2000) es un futbolista turco que juega en la posición de centrocampista.

## Clubes
| Club                            | País    | Año       |
| ------------------------------- | ------- | --------- |
| Büyükşehir Belediye Erzurumspor | Turquía | 2018      |
| Kırşehir FK                     | Turquía | 2020      |
| 24 Erzincanspor                 | Turquía | 2020-2022 |